# فكتور تولستيخ
فكتور تولستيخ (بالروسية: Толстых, Виктор Сергеевич)‏ هو لاعب كرة قدم روسي في مركز الدفاع، ولد في 17 مايو 1985 في تامبوف في روسيا. لعب مع دينامو بريانسك.

## وصلات خارجية
- فكتور تولستيخ على موقع قاعدة بيانات كرة القدم.إي يو (الإنجليزية)
- فكتور تولستيخ على موقع Soccerway.com (الإنجليزية)